# Argouges
Argouges é uma comuna francesa na região administrativa da Normandia, no departamento Mancha. Estende-se por uma área de 16,19 km². Em 2010 a comuna tinha 549 habitantes (densidade: 33,9 hab./km²).